# ماردیک ماردیکیان
ماردیک گوُرگ ماردیکیان (ارمنی: Մարտիկ Գէորգ Մարտիկեան) یک بازیکن فوتبال ارمنی-سوری است ک عضو فعلی تیم ملی فوتبال سوریه است.
پدر وی گوورگ ماردیکیان مربی فوتبال و یکی از بهترین بازیکن فوتبال‌های سوریه در بین سالهای ۱۹۷۰ تا ۱۹۸۰ می‌باشد

## آمارهای حرفه‌ای

### باشگاهی
| باشگاه              | فصل          | دسته                   | لیگ    | لیگ  | جام حذفی | جام حذفی | قاره‎‌ای | قاره‎‌ای | دیگر   | دیگر | مجموع  | مجموع |
| باشگاه              | فصل          | دسته                   | بازی‌ها | گل‌ها | بازی‌ها   | گل‌ها     | بازی‌ها | گل‌ها   | بازی‌ها | گل‌ها | بازی‌ها | گل‌ها  |
| ------------------- | ------------ | ---------------------- | ------ | ---- | -------- | -------- | ------ | ------ | ------ | ---- | ------ | ----- |
| باشگاه ورزشی حطین   | ۲۰۱۰–۱۱      | لیگ برتر فوتبال سوریه  | -      | ۲    | -        | ۲        | ۰      | ۰      | ۰      | ۰    | -      | ۴     |
| باشگاه ورزشی حطین   | ۲۰۱۱–۱۲      | لیگ برتر فوتبال سوریه  | -      | ۴    | -        | ۰        | ۰      | ۰      | ۰      | ۰    | -      | ۴     |
| باشگاه ورزشی حطین   | ۲۰۱۲–۱۳      | لیگ برتر فوتبال سوریه  | -      | ۴    | -        | ۰        | ۰      | ۰      | ۰      | ۰    | -      | ۴     |
| باشگاه ورزشی حطین   | Total        | Total                  | -      | ۱۰   | -        | ۲        | ۰      | ۰      | ۰      | ۰    | -      | ۱۲    |
| باشگاه ورزشی الرفاع | ۲۰۱۱–۱۲      | لیگ برتر فوتبال بحرین  | -      | ۴    | -        | ۰        | ۰      | ۰      | ۰      | ۱    | -      | ۵     |
| Al-Jazeera          | ۲۰۱۲–۱۳      | لیگ برتر فوتبال اردن   | -      | ۸    | -        | ۰        | ۰      | ۰      | ۰      | ۰    | -      | ۸     |
| باشگاه فوتبال صحار  | ۲۰۱۳–۱۴      | لیگ حرفه‌ای فوتبال عمان | ۲۲     | ۱۱   | ۰        | ۰        | ۰      | ۰      | ۰      | ۰    | ۲۲     | ۱۱    |
| باشگاه ورزشی فنجاء  | ۲۰۱۴–۱۵      | لیگ حرفه‌ای فوتبال عمان | -      | ۳    | ۰        | ۰        | ۰      | ۰      | ۰      | ۰    | -      | ۳     |
| Career total        | Career total | Career total           | -      | ۳۶   | -        | ۲        | ۰      | ۰      | -      | ۱    | -      | ۳۹    |

### تیم ملی
جدول گل‌های زده و نتایج. گل سوریه نخستین پررنگ:
| شمار | تاریخ        | ورزشگاه                                              | حریف   | گل‌زاده | نتیجه | رقابت                                            |
| ---- | ------------ | ---------------------------------------------------- | ------ | ------ | ----- | ------------------------------------------------ |
| 1    | 24 مه 2015   | ورزشگاه بین‌المللی صیدون, صیدون, لبنان                | لبنان  | 2–0    | 2–2   | بازی دوستانه                                     |
| 2    | 2 ژوئن 2017  | مجموعه ورزشی سلطان قابوس, مسقط, عمان                 | عمان   | 1–1    | 1–1   | بازی دوستانه                                     |
| 3    | 7 ژوئن 2017  | ورزشگاه آجینیموتو, Chōfu, ژاپن                       | ژاپن   | 1–0    | 1–1   | جام کیرین                                        |
| 4    | 11 اوت 2019  | ورزشگاه بین‌المللی کربلا, کربلا, عراق                 | فلسطین | 3–3    | 3–4   | مسابقات فوتبال غرب آسیا ۲۰۱۹                     |
| 5    | 7 ژوئن 2021  | Sharjah Stadium (football), شارجه, امارات متحده عربی | گوآم   | 1–0    | 3–0   | مقدماتی جام جهانی فوتبال ۲۰۲۲ (آسیا) – مرحله دوم |
| 6    | 7 ژوئن 2021  | Sharjah Stadium (football), شارجه, امارات متحده عربی | گوآم   | 2–0    | 3–0   | مقدماتی جام جهانی فوتبال ۲۰۲۲ (آسیا) – مرحله دوم |
| 7    | 24 مارس 2022 | ورزشگاه شهرداری صیدا, Saida, لبنان                   | لبنان  | 1–0    | 3–0   | مقدماتی جام جهانی فوتبال ۲۰۲۲ (آسیا) – مرحله سوم |